# المجلس العالمي للأقليات المسلمة
المجلس العالمي للأقليات المسلمة مؤسسة إسلامية تأسست عام 2018 يرأسها على راشد النعيمي وينوبه محمد البشاري وهي مؤسسة دولية تهدف إلى تنسيق جهود مؤسسات الأقليات المسلمة، والارتقاء بدورها الوظيفى من خلال تشجيع أفراد الأقليات المسلمة على المساهمة في نهضة دولهم المدنية والاقتصادية، وتصحيح الصورة النمطية عن الإسلام والأقليات المسلمة، وجسر «الهوة الفكرية» والثقافية بين مكونات المجتمع الإنساني.

## أهدافه
هذا المجلس لا يهدف أن يكون بديلا ًعن المؤسسات المحلية العاملة في مجتمعات الأقليات المسلمة أو المؤسسات الحكومية، بل سيركز نشاطه على مساعدة هذه المؤسسات لوضع آليات تفعل دور الأفراد في خدمة أوطانهم، من خلال منصة تساعدهم على تبادل التجارب والعمل المشترك، لبناء مستقبل أفضل للأجيال القادمة في مجتمعاتهم، والحرص على التعاون مع حكومات بلدان الأقليات المسلمة لتحقيق ذلك.

ويهدف كذلك إلى تفعيل الآليات الأكاديمية والمهنية والقانونية والحقوقية للحد من الصور النمطية عن الإسلام والأقليات المسلمة في الإعلام"، علاوة على "تأهيل الأسر والنساء والشباب والأطفال من الأقليات المسلمة في مجال التربية على المواطنة والاعتزاز بهويتهم الوطنية والثقافية والدينية والمساهمة في تنمية مجتمعاتهم".
كما أن المجلس سيسلط الضوء على نجاحات أبناء الأقليات حول العالم، ونشر النماذج التي تعزز الممارسات الإيجابية والمساهمة الحضارية لأفراد الأقليات المسلمة من خلال تفاعلها المنفتح مع باقي مكونات مجتمعاتها، بالإضافة إلى إعداد وتهيئة القيادات في الأقليات المسلمة من خلال وضع النظم والبرامج المناسبة لتنمية وتطوير كفاءات الموارد البشرية والقادة بمختلف مؤسسات الأقليات المسلمة، وإطلاق منصات للتواصل بين قيادات الأقليات المسلمة، ومد جسور التعاون فيما بينها.